# Siegfried van Ballenstedt
Siegfried van Ballenstedt (circa 1075 - 9 maart 1113) was van 1095 tot aan zijn dood paltsgraaf aan de Rijn en van 1112 tot aan zijn dood graaf van Weimar-Orlamünde. Hij behoorde tot het huis der Ascaniërs.

## Levensloop
Siegfried was een zoon van graaf Adalbert II van Ballenstedt uit diens huwelijk met Adelheid van Weimar-Orlamünde, dochter van graaf Otto I van Weimar. Nadat zijn vader in 1080 werd vermoord door Egeno II van Konradsberg volgden Siegfried en zijn broer Otto hem op als graaf van Ballenstedt. Zijn moeder zou nog twee keer hertrouwen; eerst met paltsgraaf Herman II van Lotharingen en daarna met Hendrik van Laach, paltsgraaf aan de Rijn. Deze laatste adopteerde Siegfried en na diens dood in 1095 kon hij het paltsgraafschap aan de Rijn bemachtigen.
Zeer onder de indruk van de succesvolle Eerste Kruistocht, zou Siegfried een bedevaart naar Jeruzalem hebben ondernomen. Ook zette hij in 1112 de bouw van de Abdij van Laach verder, die reeds in 1093 was begonnen door zijn stiefvader Hendrik II van Laach, maar na diens overlijden in 1095 werd gestaakt.
In 1112 stierf graaf Ulrich II van Weimar-Orlamünde zonder nakomelingen na te laten. Omdat hij afstamde van de graven van Weimar-Orlamünde liet Siegfried zijn aanspraken op het graafschap gelden, waardoor hij in conflict kwam met keizer Hendrik V. Op 21 februari 1113 werd hij aan de Teufelsmauer, een rotsformatie bij Thale, overvallen door aanhangers van de keizer. Siegfried raakte zwaargewond en stierf op 9 maart aan zijn verwondingen. Hij liet twee minderjarige zonen na: Siegfried II (1107-1124) en Willem (1112-1140). Zijn oudste zoon erfde Weimar-Orlamünde, maar het paltsgraafschap aan de Rijn ging aan zijn familie verloren, totdat zijn tweede zoon Willem het in 1126 opnieuw wist te bemachtigen.

## Huwelijk en nakomelingen
Siegfried I was gehuwd met Gertrudis, dochter van graaf Hendrik van Northeim. Uit hun huwelijk zijn drie kinderen bekend:
- Siegfried II (1107-1124), graaf van Weimar-Orlamünde
- Willem (1112-1140), paltsgraaf aan de Rijn en graaf van Weimar-Orlamünde
- Adela, huwde met graaf Koenraad I van Tengling-Peilstein